# Lucy Kassa
Lucy Kassa (en amharique : ሉሲ ካሳ (Lusī Kāsa)) est une journaliste et correspondante de guerre éthiopienne. Pour sa couverture de la guerre du Tigré, où elle met en cause et dévoile les exactions du gouvernement éthiopien, en particulier les viols et violences sexuelles importantes commises à l'encontre de la population tigréenne, elle est persécutée et contrainte à l'exil. Kassa est réfugiée politique en Europe. 

## Biographie
Kassa écrit à l’origine en tant que journaliste indépendante sur le développement et les questions économiques en Éthiopie pour un magazine norvégien appelé Bistandsaktuelt (no),. 
Cependant, avec le déclenchement de la guerre dans sa région natale du Tigré en novembre 2020, elle commence à documenter d'importantes violations des droits humains. La journaliste subit de nombreuses menaces et une attaque à son domicile, au cours de laquelle des hommes armés volent son ordinateur et ses documents,. Elle décide ensuite de quitter l’Éthiopie,. Elle vit depuis en Europe, soutenue par une organisation internationale, mais ne partage pas de détails spécifiques sur le lieu où elle se trouve pour des raisons de sécurité.

### Travail
Par son travail, Kassa attire l’attention internationale sur les victimes de la guerre et les souffrances de la population civile, en particulier les femmes et les enfants. Ses articles, notamment dans Al Jazeera, LA Times, The Telegraph et The Globe and Mail, exposent des crimes tels que le nettoyage ethnique, les massacres, la violence sexuelle et les crimes de guerre,. Kassa contredit la désinformation et la propagande, découvre des atrocités cachées commises par toutes les parties au conflit et parvient ainsi à influencer les réactions internationales, notamment au regard de sanctions contre les criminels de guerre,,. Ses contributions au journalisme d'investigation reçoivent plusieurs prix, dont le prix Magnitsky et sont mentionnées notamment lors de débats parlementaires britanniques ou dans une résolution du Sénat étasunien. En 2022-2023, elle reçoit les prix Anna-Politkovskaïa,, et Amnesty Media Award.